# نرخ بانکی

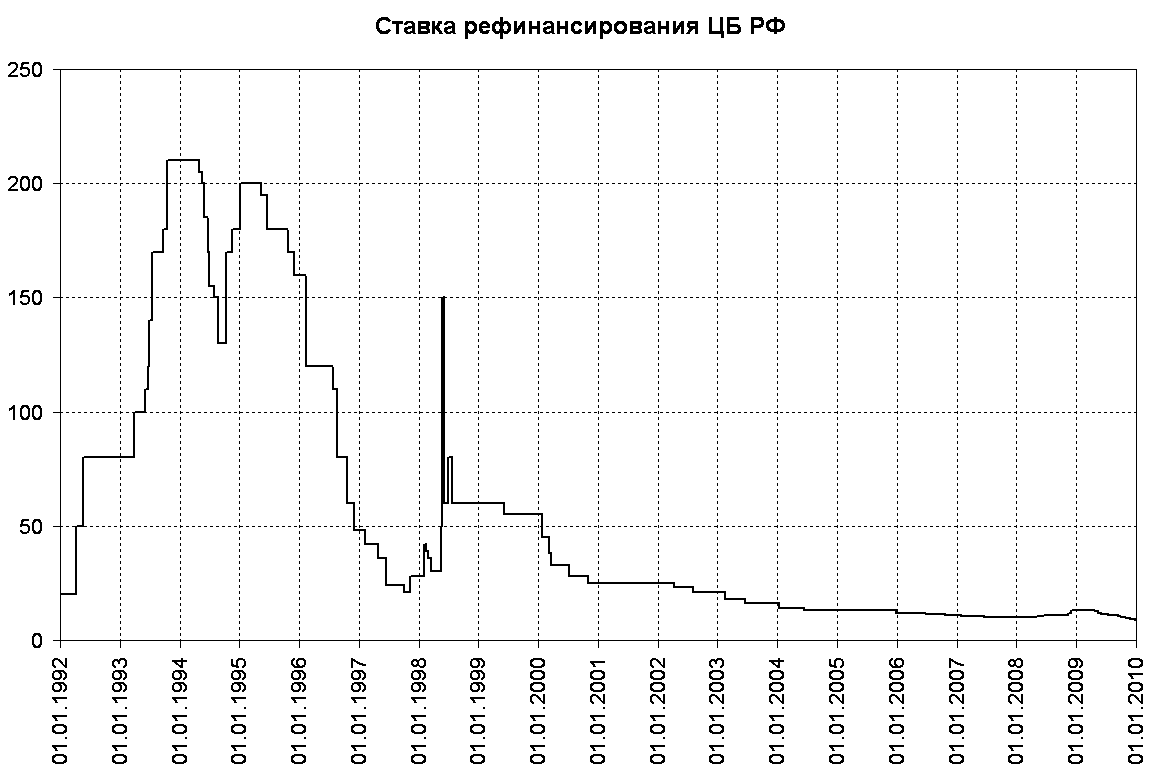
نرخ تنزیل تعیین شده توسط بانک مرکزی روسیه در۱۹۹۲ -۲۰۰۹

نرخ بانکی (انگلیسی: Bank rate) یا نرخ تنزیل، نرخ بهره‌ای است که بانک مرکزی یک کشور، از سود وام‌ها و پیش‌پرداخت‌های خود به بانک‌های تجاری دریافت می‌کند. نرخ بانکی در کشورهای مختلف با اصطلاحات گوناگونی شناخته می‌شود و مفهوم آن نیز با گذشت زمان در برخی از کشورها تغییر کرده‌است، زیرا مکانیزم‌های استفاده شده برای مدیریت نرخ تغییر کرده‌اند. کارکرد نرخ بانکی در زمانی است که یک بانک تجاری دچار کمبود بودجه می‌شود و به‌طور معمول می‌تواند این کمبود بودجه را با دریافت وام، در ازای پرداخت سود از بانک مرکزی جبران نماید.